# Katrien De Bock
Katrien De Bock is een Belgisch voormalig volleybalster.

## Levensloop
De Bock maakte in seizoen 1997-'98 de overstap naar het eerste team van Asterix Kieldrecht, waarmee ze dat seizoen landskampioen en bekerwinnaar werd. Later was ze actief bij Sigivok uit Sint-Gillis.
Na haar spelerscarrière werd ze co-voorzitster van fusieclub Vamos. Een functie die ze deelt met Jürgen Santy.